# Euonymus nanus
Euonymus nanus là một loài thực vật có hoa trong họ Dây gối. Loài này được M.Bieb. mô tả khoa học đầu tiên năm 1819.

## Hình ảnh

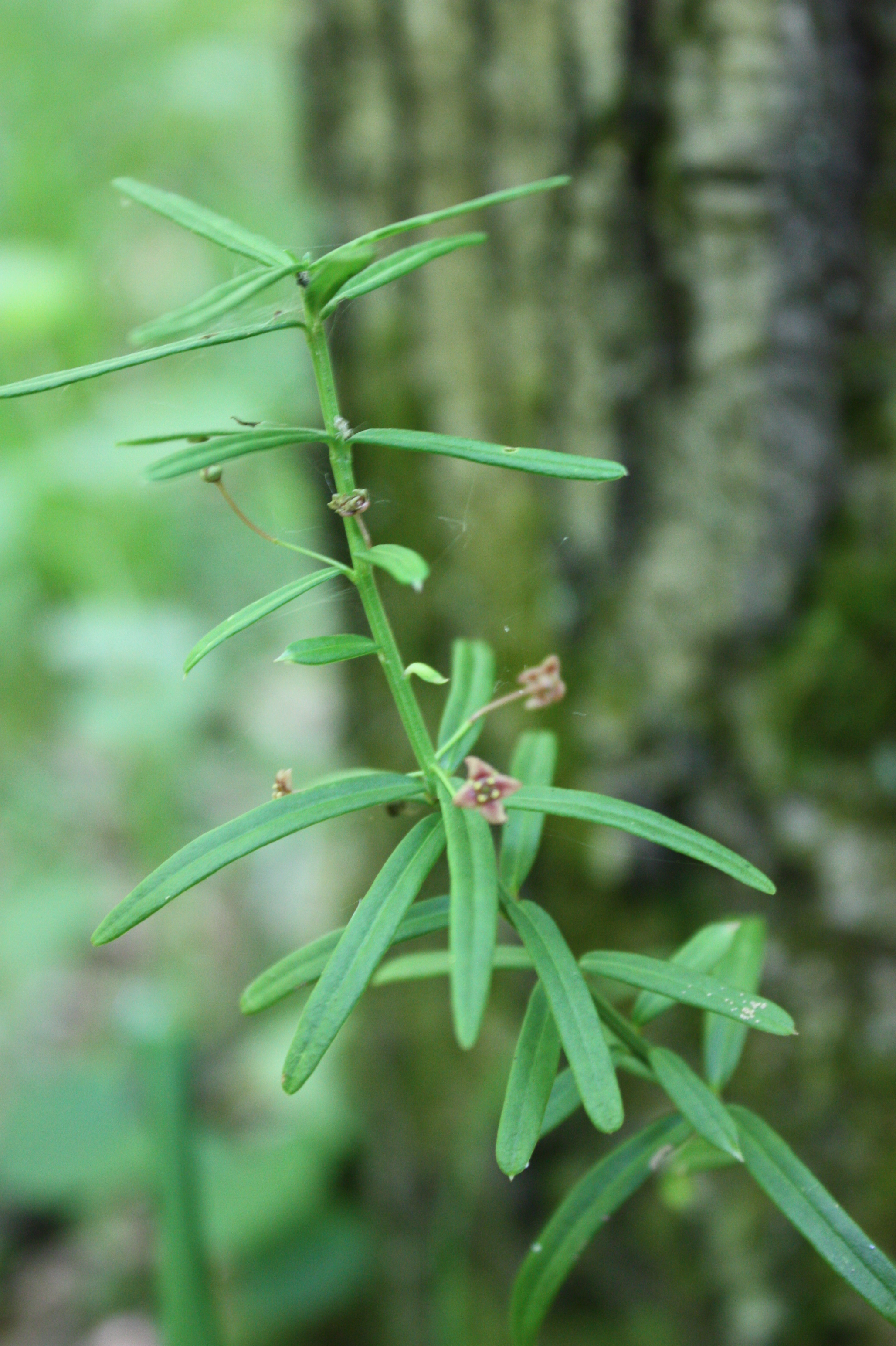